# Distretto di Shakardara
Il distretto di Shakardara è un distretto dell'Afghanistan appartenente alla provincia di Kabul. Viene stimata una popolazione di 80.000 abitanti (dato 2012-13).